# Manifest del Futurisme
El Manifest del futurisme, publicat al diari francès Le Figaro al dia 20 de febrer de 1909 per Filippo Tommaso Marinetti, poeta i novel·lista italià, fou l'escrit que va determinar les bases del futurisme, reivindicant fets com la destrucció del passat, violència, maquinària i velocitat. Inaugurant així aquest moviment avantguardista.

## Publicació del manifest del futurisme
Filippo Tommaso Marinetti va escriure durant l'any 1908 el manifest del futurisme, que va ser publicat menys d'un any més tard per la revista Francesa Le Figaro. Aquesta publicació va significar un canvi molt important en la societat del moment. El manifest del futurisme va ser traduït a l'Espanyol l'any 1909 i a l'Anglès l'any 1912. Juntament amb aquesta publicació Filippo Tommaso Marinetti va decidir formar un partit polític anomenat: Partit polític futurista.

## Contingut
En el text es relata la fi del classicisme, fent servir paraules com "fi de la mitologia" o "fi de l'ideal mistic". En el text es troben moltes referències a la violència com a acte positiu i mostrant poc respecte a la mort. Per poder donar pas al futurisme, en el text es parla que es necessari desaprendre tot allò que ens han ensanyat, deixar enrere els coneixements classicistes i donar pas al futurisme. En el manifest trobem comparacions com anar a un museu es comparable amb un funeral, això es deu al fet que pels futuristes anar al museu és una tragedia, ja que qualsevol cosa relacionada amb al passat és un esforç perdut. Visitar al passat no et deixa avançar al futur, segons els futuristes et quedes atrapat en la ment del passat. Aqui hi han algunes de les normes més importants redactades al manifest:
1. Volem cantar l'amor al perill, el costum a l'energia i a la temeritat.
2. El valor, l'audàcia, la rebel·lia, seran elements essencials de la nostra poesia.
3. La literatura ha exaltat fins avui la immobilitat del pensament, l'èxtasi i la son. Nosaltres volem exaltar el moviment agressiu, l'insomni febril, la cursa, el salt mortal, la bufetada i el cop de puny.
4. Nosaltres afirmem que la magnificència del món s'ha enriquit amb una bellesa nova: la bellesa de la velocitat. Un cotxe de carreres amb el seu capó adornat amb grans tubs semblants a serpents d'alè explosiu... un cotxe brogent, que sembla que corre sobre la metralla, és més bell que la Victòria de Samotràcia.
5. Nosaltres volem alabar l'home que s'agafa al volant, la llança ideal del qual travessa la Terra, llançada a córrer, fins i tot pel circuit de la seva òrbita.
6. Cal que el poeta es prodigui, amb ardor, pompa i liberalitat, per tal d'augmentar l'entusiàstic fervor dels elements primordials.
7. No hi ha bellesa sinó en la lluita. Cap obra que no tingui un caràcter agressiu no pot ser una obra mestra. La poesia ha d'ésser concebuda com un assalt violent contra les forces desconegudes, per reduir-les a postrar-se davant l'home.
8. Nosaltres estem damunt el promontori més elevat dels segles...! Per què hem de mirar enrere, si volem traspassar les misterioses portes de l'Impossible? El Temps i l'Espai moriren ahir. Nosaltres ja vivim en l'absolut, perquè ja hem creat l'eterna velocitat omnipresent.
9. Nosaltres volem glorificar la guerra –única higiene del món–, el militarisme, el patriotisme, el gest destructor dels llibertaris, els bells ideals pels quals hom mor i el menyspreu per la dona.
10. Nosaltres volem destruir els museus, les biblioteques, les acadèmies de tota mena, i combatre el moralisme, contra el feminisme i contra qualsevol vilesa oportunista o utilitària.
11. Nosaltres cantarem a les grans multituds mogudes per la feina, pel plaer o per la revolta: cantarem a les marees multicolors i polifòniques de les revolucions en les capitals modernes; cantarem al vibrant fervor nocturn dels arsenals i de les drassanes incendiades per violentes llunes elèctriques; a les estacions àvides, devoradores de serpents que fumegen a les fàbriques penjades als núvols pels recargolats fils dels seus fums; als ponts semblants a gimnastes gegants que salten els rius llampeguejats al sol amb resplendor de ganivets; als vaixells de vapor aventurers que flairen l'horitzó, a les locomotores de pit ample, que trepitgen els rails com enormes cavalls d'acer embridats de tubs, i al vol relliscós dels aeroplans, l'hèlix dels quals xiscla al vent com una bandera i sembla que aplaudeixi com una boja massa entusiasta.
12. És des d'Itàlia que nosaltres llancem al món aquest nostre manifest de violència atropelladora i incendiària, amb el qual fundem avui el "Futurisme", perquè volem alliberar aquest país de la seva fètida gangrena de professors, d'arqueòlegs, de cicerones i d'antiquaris.
13. Ja durant massa temps Itàlia ha estat un mercat de drapaires. Nosaltres volem alliberar-la dels innombrables museus que la cobreixen tota de cementiris innombrables.

Filippo Tommaso Marinetti, "Le Figaro", 20 de febrer de 1909

## Context històric
Abans del futurisme havien aparegut moltes altres vanguardies, per poder posar en context e lmotiu de l'esclat del Manifest del Futurisme s'ha d'entendre dels moviments artístics anteriors.

#### Impressionisme
Va ser la primera Vanguàrdia que va intentar trencar amb el passat, buscava una nova manera de captar la realitat a través de la pintura.

#### Fauvisme
El Fauvisme va arribar l'any 1905, va donar una gran importància a la subjectivitat i als sentiments a través de la pintura.

#### Cubisme
El Cubisme va ser creat l'any 1907, es basava en la descomposició de la idea de una sola realitat, el cubisme proposa mostrar la veritat a través de varies perspectives, simbolitzant així els diferents punts de vista d'una sola veritat.

#### Expressionisme
l'Autor intenta transmetre els seus sentiments a través de les formes, textures i colors.
Per tant, després de tots aquests estils, el futurisme va ser un canvi molt radical i important en el món artístic.